# Karl Theodor Boehme
Karl Theodor Boehme (auch Böhme; * 9. Juni 1866 in Hamburg; † 13. Oktober 1939 in München) war ein deutscher Marine- und Landschaftsmaler.

## Leben

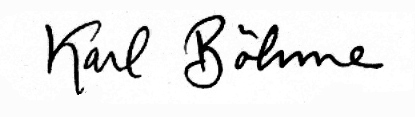
Unterschrift Karl Böhme

Boehme studierte 1884 bis 1892 an der Staatlichen Akademie der Bildenden Künste in Karlsruhe bei Gustav Schönleber.
Seine ersten größeren Studienreisen führten nach Norwegen (1888 Stavanger, 1890 Lofoten, 1891 Skomvær, 1899 Lofoten, 1907 Lofoten, 1925 Stavanger).
Erfolge hatte er mit den Küstenmotiven, die während seiner zum Teil längeren Aufenthalte in Italien entstanden. Am bekanntesten wurde er durch seine Capribilder (1893, 1894, 1895, 1898, 1902, 1904, 1912). Er reiste auch nach Vulcano (1904), Frankreich (Biarritz 1910, Gascogne) und England (Lizard), Malta (1914), Bornholm (1915, 1918), Rügen (1919, 1920) und Ligurien (1924), um felsige Küstenszenen zu malen.
Seit 1891 nahm er an Ausstellungen in München, Wien, Berlin, Salzburg und Buenos Aires teil. Er erhielt wiederholt Auszeichnungen. 1902 erhielt er auf der Großen Berliner Kunstausstellung eine kleine Goldmedaille. Auf der Großen Deutschen Kunstausstellung im Münchner Haus der Kunst 1937 war er mit fünf Werken vertreten, darunter drei aus Capri.

## Werk

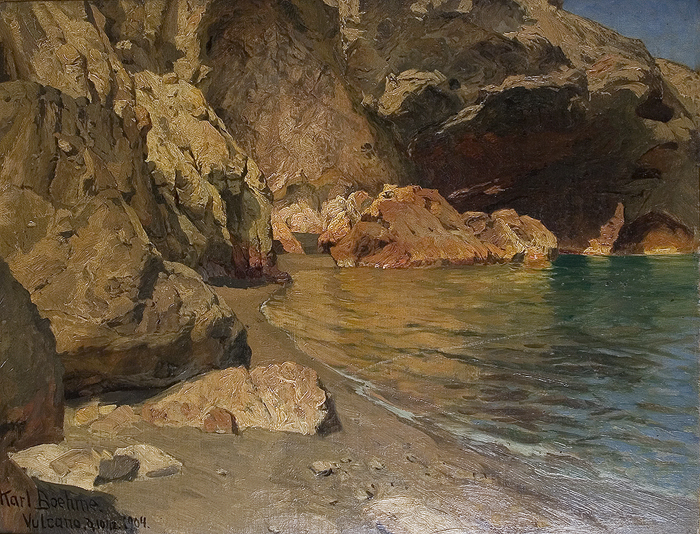
Küste auf der Insel Vulcano (1904)

Seine Landschaftsbilder zeigen meist felsenreiche Meeresgestade und die dort kraftvoll wirkenden Naturkräfte. Sie sind oft frei von Menschen, Schiffen und anderen Zivilisationszeichen. Wasser und Wolken erscheinen in heftiger Bewegung. Großes Talent hatte Boehme in der Wasserdarstellung. Er malte an Ort und Stelle im Freien. Seltener findet man Porträts von seiner Hand.
Werke befinden sich (Stand 2004) in den Stadtgeschichtlichen Sammlungen Baden-Baden, in der Staatlichen Kunsthalle Karlsruhe, in der städtischen Kunsthalle Mannheim, in der Neuen Pinakothek in München und im Museo Civico Revoltello in Triest, ferner in der Fine Arts Collection der University of Cincinnati.

„Hat während eines langen Aufenthaltes auf Capri viele Bilder gemalt, …, die sich durch besonderen Farbenreiz auszeichnen. Er versteht es wunderbar, die wahre Farbe des Meeres, der Felsen im Sonnenglanz und ihre Spiegelung wiederzugeben.“

## Literatur

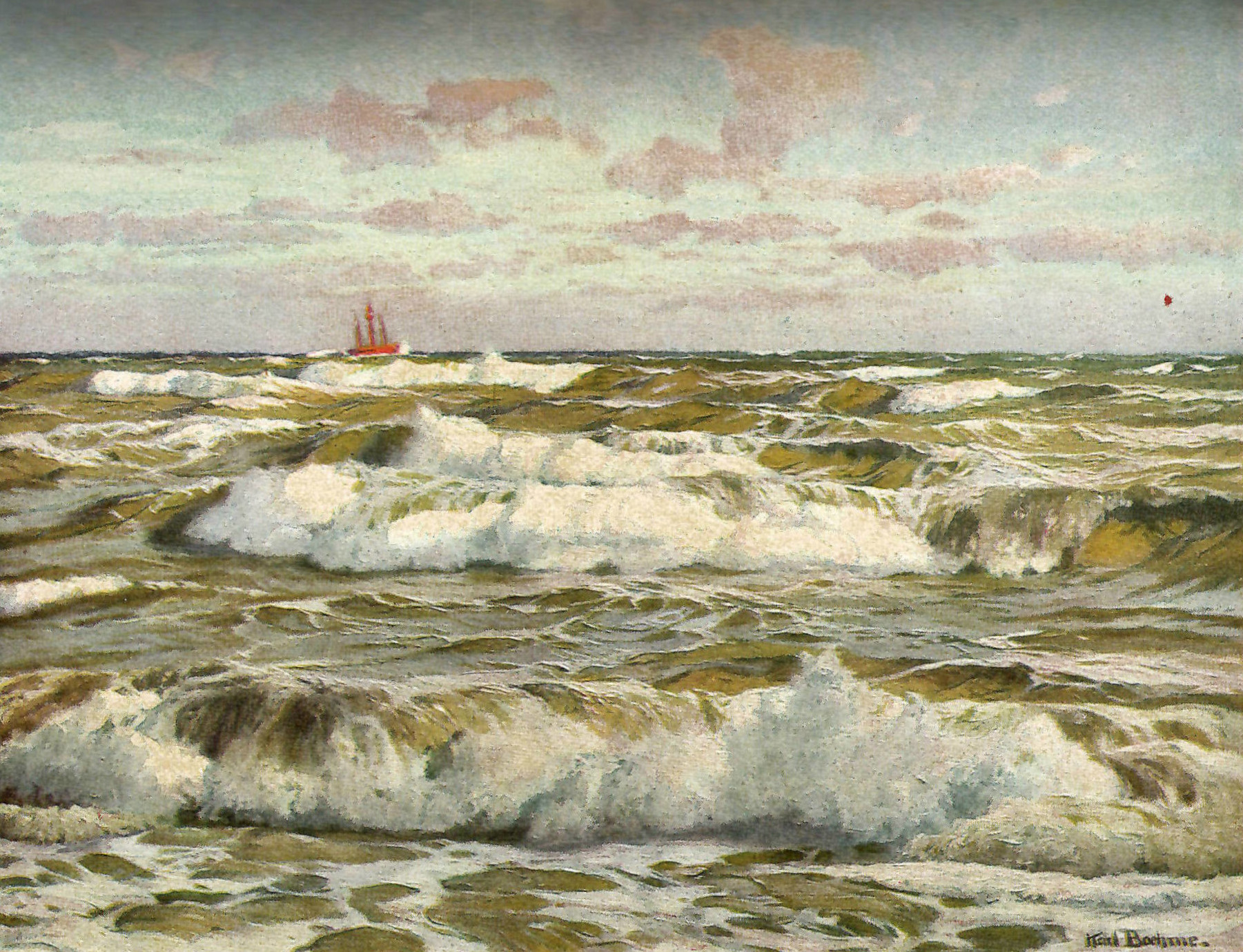
Das Feuerschiff